# Vicenç Pañella Turigas
Vicenç Pañella Turigas   (Barcelona, 22 de juliol de 1936 - Vilafranca del Penedès, 25 de desembre de 2020) fou un autor de còmics, majoritàriament d'humor. Va iniciar la seva carrera a la revista de còmic d'humor, Tio Vivo, el 1957.

## Biografia
Va néixer el 22 de juliol del 1936 a Barcelona. Va cursar estudis de delineant, però no va arribar a treballar-n'hi mai.
El juliol del 1957, surt el primer número de la revista de còmic d'humor, Tio Vivo, en aquest primer número, Vicenç Pañella, inicia la seva carrera com a dibuixant professional, després que el dibuixant, Carlos Conti, li oferís de col·laborar-hi. Va crear els personatges Raskalana, una sèrie protagonitzada per un faquir i Raskalana, sèrie que sortia a l'última pàgina de la revista. Un altre personatge era Pañella, el Loco, que era una parodia de la seva pròpia persona.
Per l'Editorial Bruguera, va col·laborar a les publicacions; Can Can, El Capitán Trueno Extra, Mortadelo, Zipi y Zape, entre d'altres. Les seves aportacions eren d'acudits de poques vinyetes o be alguna serie curta amb el personatge autoparòdic de Pañella, el Loco.
A la dècada dels seixanta deixa de treballar per Bruguera, i a sobretot a partir de 1963 comença a treballar per diverses editorials i per diferents capçaleres, on alternava segons calgués, els acudits per tots els públics, fins a un humor mes satíric destinat a un públic mes adult.
En aquesta etapa treballa per; La Risa, on dibuixa el seu personatge, El fakir Haga Pito o el locutor Pepe Durante. A la revista, Rififí, entre el número u i el quinze. Per la revista L'infantil, va dibuixar entre d'altres El Pardal Pascal. D'altres publicacions foren, Barrabás, Mata Ratos, Pepe Cola, El Pito, La PZ, Solidaridad Nacional, Strong, Tele Guía i Tele Cómico, per la qual va treballar de redactor de textos i com a dibuixant, usant diversos pseudònims.
Per la revista TBO, i va dibuixar quasi vint anys sent de les publicacions per les quals hi ha treballat més temps seguit. Un altre de les capçaleres en les quals va treballar va ser per la revista de premsa rosa, Lecturas, on va anar aconsellat pel també dibuixant Beltrán.
Va fer treballs d'agència pel mercat exterior, i a mesura que s'acostava la fi del segle xx, va anar deixant el treball de dibuixant, els últims dels quals foren a la revista El Martinet.
Vicenç Pañella,va morir el vint-i-cinc de desembre del 2020 a l'edat de vuitanta-quatre anys.